# Nyctemera absurda
Nyctemera absurda är en fjärilsart som beskrevs av Swinhoe 1903. Nyctemera absurda ingår i släktet Nyctemera och familjen björnspinnare. Inga underarter finns listade i Catalogue of Life.